# Josep Granés i Pedro
Josep Granés i Pedro (Lleida, 14 de febrer de 1934) fou un futbolista català de la dècada de 1950.

## Trajectòria
Començà a destacar a la UE Lleida molt jove i l'any 1952 fou fitxat pel Reial Madrid. No gaudí de gaire minuts al conjunt blanc, que el cedí al Reial Betis i al CE Castelló, a Tercera i Segona Divisió, respectivament. Amb l'Hèrcules CF jugà a primera divisió la temporada 1955-56. També jugà a Segona amb la UE Lleida, Terrassa FC, CD Comtal i RCD Mallorca on fou campió de lliga, i a Tercera amb el CE Europa, el CF Reus Deportiu i novament la UE Lleida.